# Schule Strom
Die Schule Strom ist eine Grundschule in Bremen-Strom, Stromer Landstraße 26a. Sie wurde bis 1910 gebaut.
Das Gebäude steht seit 2020 unter Bremischen Denkmalschutz.

## Geschichte
Das Dorf Strom, seit 1945 ein Ortsteil von Bremen, erhielt 1848 am Westende für seine rund 300 Einwohner eine kleine Nebenschule mit einer Klasse für 18 Schüler. Eine neue einklassige Schule wurde 1889 am Stromer Deich Nr. 40 von 37 Schülern genutzt. 1895 gab es schon 95 Schüler, aber nur einen Klassenraum!
1905 hatte die damals selbstständige Gemeinde Strom 403 Einwohner. Die dringend erforderliche neue, zweigeschossige Schule von 1910 wurde im Stil der Reform- und Heimatschutzarchitektur der Zeit nach Plänen des Baumeisters Max Fritsche, Hochbauinspektion Bremen II, direkt an der Ochtum gebaut. Sie hatte zwei Klassenräume und eine rückwärtige Lehrerwohnung. Das Haus hat ein sehr differenziertes Walmdach. Die Klassenraumfenster zur Straßenfront verdeutlichen die Nutzung als Schule, während der rückwärtige Giebel mit der Lehrerwohnung typisch für ein bürgerliches Wohnbaus ist.
Das Landesamt für Denkmalpflege Bremen befand: „Bei dem hervorragend erhaltenen Bauwerk handelt es sich um ein bedeutendes heimatgeschichtliches Zeugnis. […] Ihre funktionale Gestaltung erfüllt vorbildlich die zu ihrer Erbauungszeit an Schulneubauten gestellten Anforderungen hinsichtlich großzügiger Raum- und Lichtverhältnisse.“
Nach 1945 war sie eine Grund- und Hauptschule und seit 1977 ist sie eine Grundschule. Das Gebäude ist auch Sitz des Ortsamtes Strom.
Der Architekt bzw. Baurat Max Fritsche entwarf eine Reihe von weiteren Schulbauten u. a. die Volksschule am Holzhafen (1910) sowie in Zusammenarbeit mit Baurat, später Baudirektor, Wilhelm Knop die Oberschule am Leibnizplatz (1909), Schule an der Nordstraße (1910), Schule an der Kornstraße (1914/16), Schule an der Stader Straße (1915–1920).

## Grundschule Strom
Die Halbtagsschule als Grundschule mit zwei Klassen (Klasse 1 u. 2 und Klasse 3 u. 4) hatte 2020 ca. 33 Schüler sowie drei Lehrkräfte und drei weitere pädagogische Mitarbeiterinnen.